# 东耶罗
东耶罗，是西班牙卡斯蒂利亚-莱昂塞戈维亚省的一个市镇。 总面积17平方公里，总人口106人（2001年），人口密度6人/平方公里。